# Atherigona ochripes
Atherigona ochripes este o specie de muște din genul Atherigona, familia Muscidae, descrisă de Deeming în anul 1981.
Este endemică în Uganda. Conform Catalogue of Life specia Atherigona ochripes nu are subspecii cunoscute.